# Oshima ō-shima
Oshima ō-shima (渡島大島, Oshima ōshima) est un stratovolcan basaltique formant une île volcanique, à environ 70 km à l'ouest de Matsumae et 500 km au nord de Tokyo. Il est situé dans la région de Hokkaido, au Japon. L'île dépend administrativement de Matsumae, ville du district de Matsumae, sous-préfecture d'Oshima, tout comme l'île Oshima Ko-jima.

## Éruptions
Une éruption en 1741 provoqua un tsunami qui causa la mort de 1 467 personnes.
La plus récente éruption du volcan a débuté le 15 novembre 1986 dans le cône central de la caldeira d'Oshima (Mihara-yama). Un nouveau cône a été créé sur le flanc de la caldeira, produisant des coulées de lave. Le 21 novembre, une fissure a ouvert le sol de la caldeira au nord-est de Mihara-yama, ce qui créa une ventilation volcanique et une heure et demie après créa de nouvelles ventilations sur les flancs de la caldeira. Les éruptions de ces nouveaux cratères ont continué avec quelques interruptions le 18 novembre 1987.

## Sismicité en 1986
L'éruption la plus récente de 1986 s'est accompagné d'une activité sismique d'un trémor. Avant le début des éruptions, l'activité sismique de la région de la caldeira était très faible et est restée au même niveau pendant l’éruption. En revanche, deux heures avant l'éruption de la fissure, des tremblements de terre peu profond ont commencé dans la partie nord de la caldeira et les foyers sismiques ont migré vers le nord jusqu'en dehors de l'île. Un grand tremblement a créé plusieurs fissures volcaniques éruptives.